# Gresham City Hall megállóhely
Gresham City Hall megállóhely a Metropolitan Area Express kék vonalának megállója az Oregon állambeli Greshamben, a Gresham Central bevásárlóközpont és a városháza közelében, amely a megálló megnyitását követően költözött jelenlegi helyére.
A peronok a Northwest Division Street és a Northwest Eastman Parkway között fekszenek, mellettük pedig egy P+R parkoló található.
2017. január 31-étől az akkor 31 éves megálló felújítása zajlott, ezért a peronok február 26-tól hat hétig zárva voltak.
A megálló a megnyitástól 1988 szeptemberéig a négyes, 2012 szeptemberéig, a zónarendszer felszámolásáig pedig a hármas tarifazónába tartozott.

## Autóbuszok
- 4 – Division/Fessenden (Richmond Street◄►Gresham Transit Center)[5]
- 21 – Sandy Blvd/223rd (Parkrose/Sumner Transit Center◄►Gresham Central Transit Center)[6]
- 82 – South Gresham (Springwater Corridor◄►1st Street)[7]

| Előző állomás                                     |  | Metropolitan Area Express |  | Következő állomás                                      |
| ------------------------------------------------- |  | ------------------------- |  | ------------------------------------------------------ |
| Civic Drivetovább Hatfield Government Center felé |  | Kék vonal                 |  | Gresham Central pályaudvartovább Cleveland Avenue felé |

## Fordítás
- Ez a szócikk részben vagy egészben  a   Greasham City Hall MAX Station című angol Wikipédia-szócikk ezen változatának fordításán alapul.  Az eredeti cikk szerkesztőit annak laptörténete sorolja fel. Ez a jelzés csupán a megfogalmazás eredetét és a szerzői jogokat jelzi, nem szolgál a cikkben szereplő információk forrásmegjelöléseként.